# Exonuclease

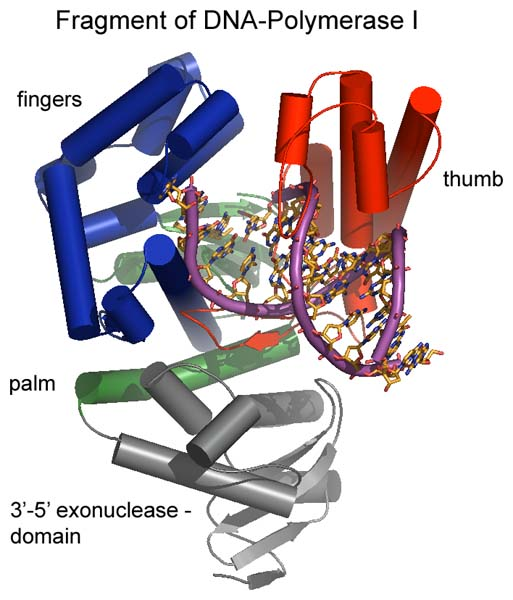
Exonuclease từ đầu 3' tới đầu 5' cùng với Pol I

Exonuclease là các enzym hoạt động bằng cách tách các từng nucleotide một từ đầu mút ("exo" có nghĩa là ngoài) của một chuỗi polynucleotide. Một phản ứng thủy phân phá vỡ liên kết phosphodiester tại đầu 3 'hoặc 5', tùy vào vị trí enzyme hoạt động. "Họ hàng" gần gũi của nó là endonuclease, giúp phân tách liên kết phosphodiester ở giữa ("endo" là bên trong) của chuỗi polynucleotide. Sinh vật nhân chuẩn và sinh vật nhân sơ có ba loại exonuclease tham gia vào quá trình xử lý bình thường của mRNA: exonuclease từ đầu 5' đến 3' (Xrn1), là một protein phân tách phụ thuộc; exonuclease từ đầu 3 'đến 5', một protein độc lập; và exonuclease từ đầu 3 'đến 5' đặc hiệu với poly (A).. Trong cả sinh vật nhân sơ và sinh vật nhân chuẩn, một trong những con đường chính của sự phân giải RNA được thực hiện bởi phức hợp exosome đa protein, bao gồm phần lớn các exoribonuclease từ đầu 3' đến đầu 5'

## Ý nghĩa với polymerase
RNA polymerase II được biết là có vai trò trong quá trình kết thúc phiên mã; nó hoạt động với 5 'exonuclease (mã hóa bới gen Xrn2 ở người) để làm phân giải bản phiên mã mới được hình thành ở xuôi dòng, để lại vị trí polyadenyl hóa và đồng thời đẩy polymerase. Quá trình này liên quan đến việc exonuclease bắt kịp với pol II và chấm dứt phiên mã.
Pol I sau đó tổng hợp các nucleotide DNA thay cho mồi RNA mà nó vừa loại bỏ. DNA polymerase I cũng có hoạt tính exonuclease cả theo hai chiều là 3' đến 5' và 5' đến 3', được sử dụng trong việc chỉnh sửa và "chữa lỗi" cho DNA. Nếu đi theo chiều 3 'đến 5' chỉ có thể loại bỏ một mononucleotide tại một thời điểm, tuy nhiên, hoạt động theo chiều 5' đến 3' có thể loại bỏ một mononucleotide hoặc lên đến mười nucleotide tại một thời điểm.